# 제34회 유럽 영화상
제34회 유럽 영화상은 2021년 12월 11일에 열린 시상식이다.

## 수상 및 후보

### 유러피안 작품상
- 쿠오바디스, 아이다 - 야스밀라 즈바니치 수상
- 6번 칸 - 유호 쿠오스마넨
- 더 파더 - 플로리안 젤러
- 신의 손 - 파올로 소렌티노
- 티탄 - 쥘리아 뒤쿠르노

### 유러피안 코메디상
- 닌자베이비 - 잉빌드 스베 플리케 수상
- 더 모닝 애프터 - 멜리아인 마르카기
- 더 피플 업스테어스 - 세스 가이

### 유러피안 디스커버리 비평가상
- 프라미싱 영 우먼 - 에머랄드 펜넬 수상
- 비기닝 - 디 쿨룸비가쉴리
- 램 - 발디마르 요한손
- 플레이그라운드 - 로라 완델
- 플레져 - 닌자 티베르크
- 더 웨이러 보이 - 필립 유르예프

### 유러피안 다큐멘터리상
- 나의 집은 어디인가 - 요나스 포헤르 라스무센 수상
- 바비 와이에알, 컨텍스트 - 세르히 로즈니차
- 유쾌한 바흐만 선생님 - 마리아 스페트
- 뿌리 없는 정원 - 살로메 야시
- 세상에서 가장 아름다운 소년 - 크리스티나 린드스트롬 외 1명

### 유러피안 애니메이션상
- 나의 집은 어디인가 - 요나스 포헤르 라스무센 수상
- 이븐 마이스 빌롱 인 헤븐 - 데니사 그림모바 외 1명
- 고릴라 별 - 린다 함박
- 웨얼 이즈 안느 프랭크 - 아리 폴만
- 울프워커스 - 톰 무어 외 1명

### 유러피안 단편영화상
- 마이 엉클 - 올가 루코브니코바 수상
- 벨라 - 더라이아 페트라키
- 디스플레이스드 - 사미르 카라호다
- 이스터 에그 - 니콜라 케펜
- 말의 흐름 - 엘리안 에스더 보츠

### 유러피안 감독상
- 쿠오바디스, 아이다 - 야스밀라 즈바니치 수상
- 배드 럭 뱅잉 - 라두 주데
- 더 파더 - 플로리안 젤러
- 신의 손 - 파올로 소렌티노
- 티탄 - 쥘리아 뒤쿠르노

### 유러피안 여우주연상
- 쿠오바디스, 아이다 - 야스나 두리치치 수상
- 6번 칸 - Seidi Haarla
- 프라미싱 영 우먼 - 캐리 멀리건
- 사랑할 땐 누구나 최악이 된다 - 레나테 레인스베
- 티탄 - 아가트 루셀

### 유러피안 남우주연상
- 더 파더 - 안소니 홉킨스 수상
- 6번 칸 - 유리 보리소프
- 거대한 자유 - 프란츠 로고스키
- 모리타니안 - 타하르 라힘
- 티탄 - 뱅상 랭동

### 유러피안 각본상
- 더 파더 - 플로리안 젤러 외 1명 수상
- 배드 럭 뱅잉 - 라두 주데
- 쿠오바디스, 아이다 - 야스밀라 즈바니치
- 신의 손 - 파올로 소렌티노
- 사랑할 땐 누구나 최악이 된다 - 요아킴 트리에 외 1명

### 유러피안 촬영상
- 거대한 자유 - 크리스텔 푸르니에 수상

### 유러피안 음악상
- 거대한 자유 - 닐스 페터 몰배르 수상

### 유러피안 편집상
- 언클렌칭 더 퍼스트 - Mukharam Kabulova 수상

### 유러피안 미술감독상
- 내츄럴 라이트 - 마튼 아그 수상

### 유러피안 사운드상
- 이노센트 - Gisle Tveito 외 1명 수상

### 유러피안 의상디자이너상
- 암모나이트 - 마이클 오코너 수상

### 유러피안 헤어&메이크업상
- 티탄 - Flore Masson 외 1명 수상

### 유러피안 시각효과상
- 램 - Peter Hjorth 외 1명 수상

### 유러피안 대학영화상
- 나의 집은 어디인가 - 요나스 포헤르 라스무센 수상
- 애플 - 크리스토스 니코우
- 거대한 자유 - 세바스티안 마이즈
- 레벤느망 - 오드리 디완
- 쿠오바디스, 아이다 - 야스밀라 즈바니치

### 올해의 유러피안 공동제작상
- Maria Hekerhovd 수상

### 유러피안 월드 시네마상
- 수잔 비에르 수상

### 올해의 유러피안 공로상
- 마르타 메자로스 수상

### EFA 혁신적인 스토리텔링
- SMALL AXE - 스티브 맥퀸 수상